# WOW air
WOW air — колишня ісландська бюджетна авіакомпанія. Базується в аеропорту Кеплавік міста Рейк'явік, звідки виконувала міжнародні рейси у 20 міст країн Європи і США. Штаб-квартира компанії розташована в Рейк'явіку. Припинила діяльність 28 березня 2019

## Історія
Географічне положення Ісландії зробило її привабливим пунктом зупинки для польотів через Атлантику. У 1960-х роках флагманський перевізник Icelandair створив схему зупинок для заохочення туризму, яка продовжує діяти і донині. Ісландські авіалінії, також відомі як Loftleiðir і запам'яталися під прізвиськами "Авіакомпанія хіпі" та "Хіпі-експрес", також використовували цей підхід разом з низкою заходів щодо зниження витрат, щоб стати одним з перших бюджетних трансатлантичних перевізників, перш ніж вони об'єдналися і утворили Icelandair. Обвал крони через ісландську фінансову кризу 2008 року та розголос, який принесло виверження вулкану Ейяф'ятлайокудль у 2010 році з його природними особливостями, призвели до значного зростання туризму в цій країні.

## Маршрутна мережа
Регулярні рейси
 Австрія: Зальцбург
 Велика Британія: Бристоль, Лондон, Единбург
 Німеччина: Берлін, Дюссельдорф, Франкфурт
 Данія: Копенгаген
 Ірландія: Дублін, Корк
 Іспанія: Аліканте, Барселона, Лас-Пальмас-Де-Гран-Канарія, Тенерифе
 Італія: Мілан, Рим
 Канада: Монреаль, Торонто
 Литва: Вільнюс
 Нідерланди: Амстердам
 Польща: Варшава
 США: Бостон, Вашингтон, Лос-Анджелес, Нью-Йорк, Сан-Франциско
 Франція: Ліон, Ніцца, Париж

## Флот

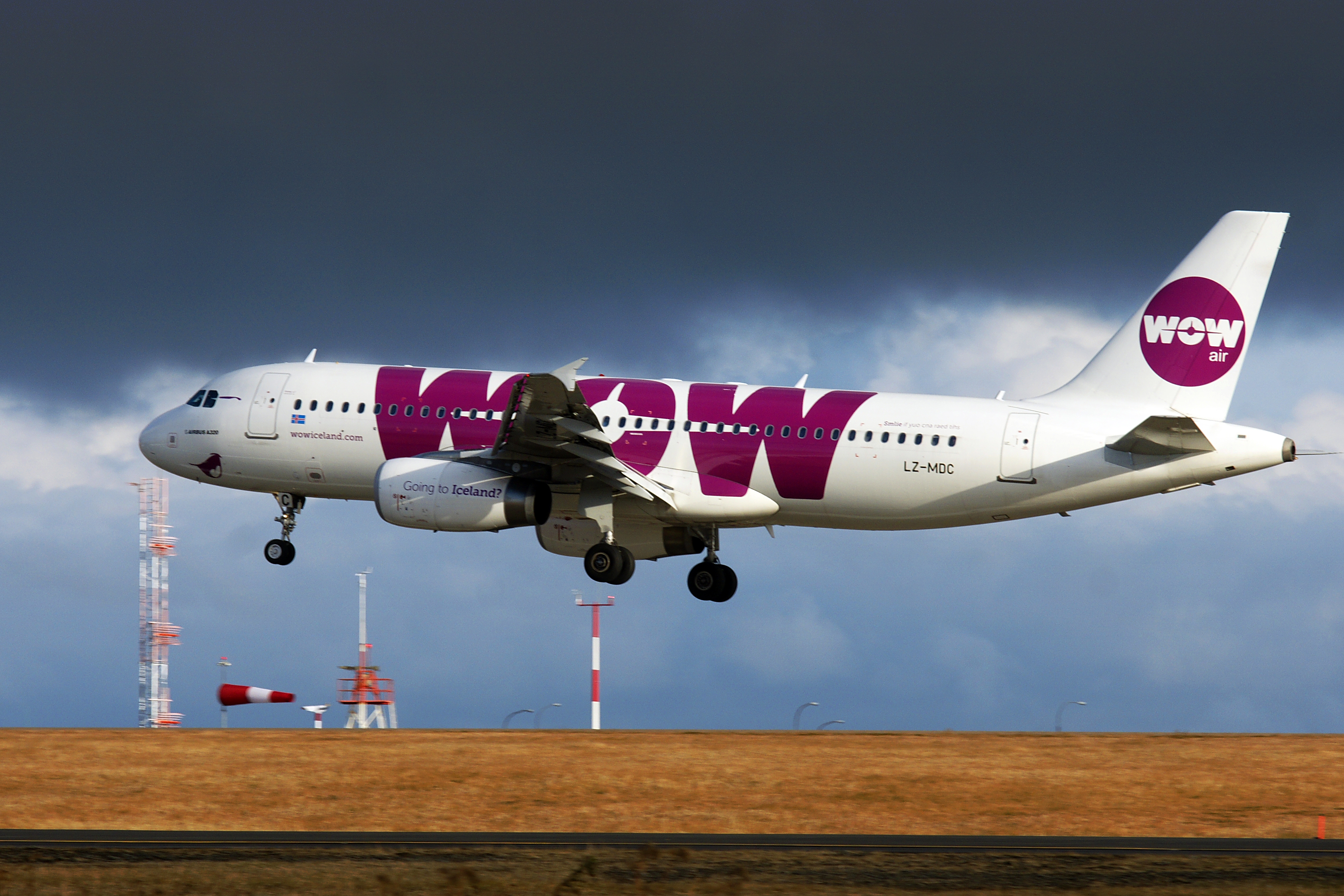
Airbus A320 WOW air

На квітень 2015 року середній вік повітряного парку авіакомпанії становить 4.2 років. У флот входять наступні моделі літаків: